# Ультрафиолет (телесериал, 2017)
«Ультрафиолет» (пол. Ultraviolet) — польский детективный сериал.

## Постановка и премьера
Первый 10-серийный сезон снимался с июня по сентябрь 2017 года. Премьера состоялась 25 октября 2017 года на канале AXN. В апреле 2019 года была подтверждена реализация второго, 12-серийного сезона, премьера которого состоялась 2 октября 2019 года. Съёмки проходили в Лодзи.

С 17 августа 2018 года сериал стал доступен на платформе Netflix.

## Сюжет
Тридцатилетняя Александра Серафин после нескольких лет жизни в Лондоне возвращается в родной город Лодзь, откуда она уехала после того, как её брат был застрелен. Однажды она становится свидетелем падения с моста молодой девушки. Полиция утверждает, что это было самоубийство и не доверяет показаниям Александры принимающей успокоительные препараты. Александра в свою очередь не доверяет инспектору полиции, тем более он безрезультатно расследовал смерть её брата. Не согласившись с закрытием дела, она присоединяется к онлайн группе детективов-любителей с названием "Ультрафиолет", которые занимаются не раскрытыми преступлениями.

## В ролях
- Нерадкевич, Марта — Александра Серафин.
- Кулеша, Агата — Анна Серафин.
- Фабияньский, Себастьян[пол.] — офицер Михал Холендер.
- Страмовский, Пётр[пол.] — офицер Якуб Шелаг.
- Червиньска, Магдалена[пол.] — помощник комиссара Биата Мисиак.
- Топа, Бартоломей[пол.] — инспектор Вальдемар Крашевский.
- Горчица, Каролина — Илона Серафин.
- Хапко, Каролина[пол.] — близняшка Дорота Поланьска.
- Хапко, Паулина[пол.] — близняшка Регина Поланьска.